# フレッツ
フレッツ（FLET'S）は、NTT東日本およびNTT西日本のフレッツ網へのアクセスを提供するサービスである。また、左記フレッツ網自体の略称としても用いられている。本項では原義であるアクセスサービスについて記述する。

## 概要
フレッツ網とは、NTT東日本・NTT西日本のIP基幹ネットワークを利用したサービスの総称。「地域IP網」としての展開から始まり、2016年現在はNGNへのマイグレーションが進行中である。
フレッツ網はインターネットサービスプロバイダ（ISP）とPOI（Point of interface）で相互接続しているため、ユーザーはフレッツ網を通してインターネットに接続することになる。この場合、フレッツは（ISPとの対比における）回線事業者に相当する。
また、NTT東日本・NTT西日本のフレッツ網内の独自サービスも利用可能となっている。これらは、一般的にはフレッツ網とその相互接続網内で閉じたサービスである。

### 歴史
地域IP網は当初は「都道府県」単位で閉じたネットワークであり、各単位都道府県毎に地域IP網に各利用者とISPが接続され、ISPは長距離バックボーンをサポートすることにより全国レベルでのインターネットへのアクセスが可能となっている。
地域IP網はNTTの内部ネットワークであり都道府県内の電話局間通信に使用されていたが、インターネット接続用として外部接続（ISPの接続装置設置）を許可した経緯があり、その際にサービス名称へ「フレッツ」を冠した。そのため、地域IP網を（NTT自己利用以外の）インターネットへ接続するための回線網として利用する形態を指し「フレッツ網」と呼んだ。利用者からは、この中間網あるいは仲介網とでもよぶべきフレッツ網の存在を感じずにインターネットへ接続できる。
フレッツ網はフレッツ・ISDNの展開から始まり、フレッツ・ADSLにおけるPPPoEの導入に伴い、フレッツ網独自の閉域網IPネットワークサービスをも提供するようになった。それに伴い、県間通信への法的参入規制を受けていたNTT東日本・NTT西日本に対し、IP接続サービスに限って東日本と西日本とで別々に独立したフレッツ網内での閉域IPサービス通信サービスが認可された（さらに、「フレッツ・VPN ワイド」サービスには「東西接続サービス」が適用可能であり、この場合に限りNTT東西境界を超えた通信が可能となった）。
そして、次世代ネットワークとして、電話サービスや映像通信サービスなどを、SIP over IPv6を基盤として統合的に実現する、NGNの整備が2008年より本格的に開始され、従来の地域IP網はNGNの整備拡大に伴いNGNにマイグレーションされている。
なお、NGNの整備とほぼ並行し、整備済みエリアではIPv6対応サービスである「フレッツ 光ネクスト」が提供されることになるが、2016年現在、僻地・離島エリアや、NTT西日本の山間部エリアに未整備エリアが残存している。

2015年2月からは光コラボレーション（通称：光コラボ）を開始し、NTTドコモ・OCN（NTTコミュニケーションズ）といったNTTグループ各社やソフトバンク・BIGLOBE（KDDI）といったNTTグループの競合企業などにフレッツ回線を開放。現在では多数の携帯電話事業者やインターネットサービスプロバイダ事業者が光回線事業に参入している。

## 名称
「フレッツ」の名称は、Flat（定額）/Friendly/FlexibleのFとLet'sを組み合わせたものとされている。
現在のフレッツシリーズの先駆けとなる「ISDN網によるIP接続サービス」の開始に当たり、当初検討されていた名称は「フレッシュI（アイ）」であったが、当時は検索サイトとして名を馳せていたポータルサイトの「フレッシュアイ」と紛らわしいため、「フレッツ・アイ（ロゴ表記はFLET’S・Isdn）」と造語したのが初出である（→後項参照）。サービス開始後しばらくはADSLやFTTH等のフレッツ系サービスがまだ存在しなかったため、フレッツ・ISDNを単に「フレッツ」と略称することもあった。

## アクセスサービス
フレッツのいずれのアクセスサービスも定額制・常時接続で提供される。またフレッツ光とフレッツ・ADSLについてはPPPoEを利用し複数のISPへの接続（切り替え）を含む複数セッションの接続が可能という特徴がある。

### フレッツ光

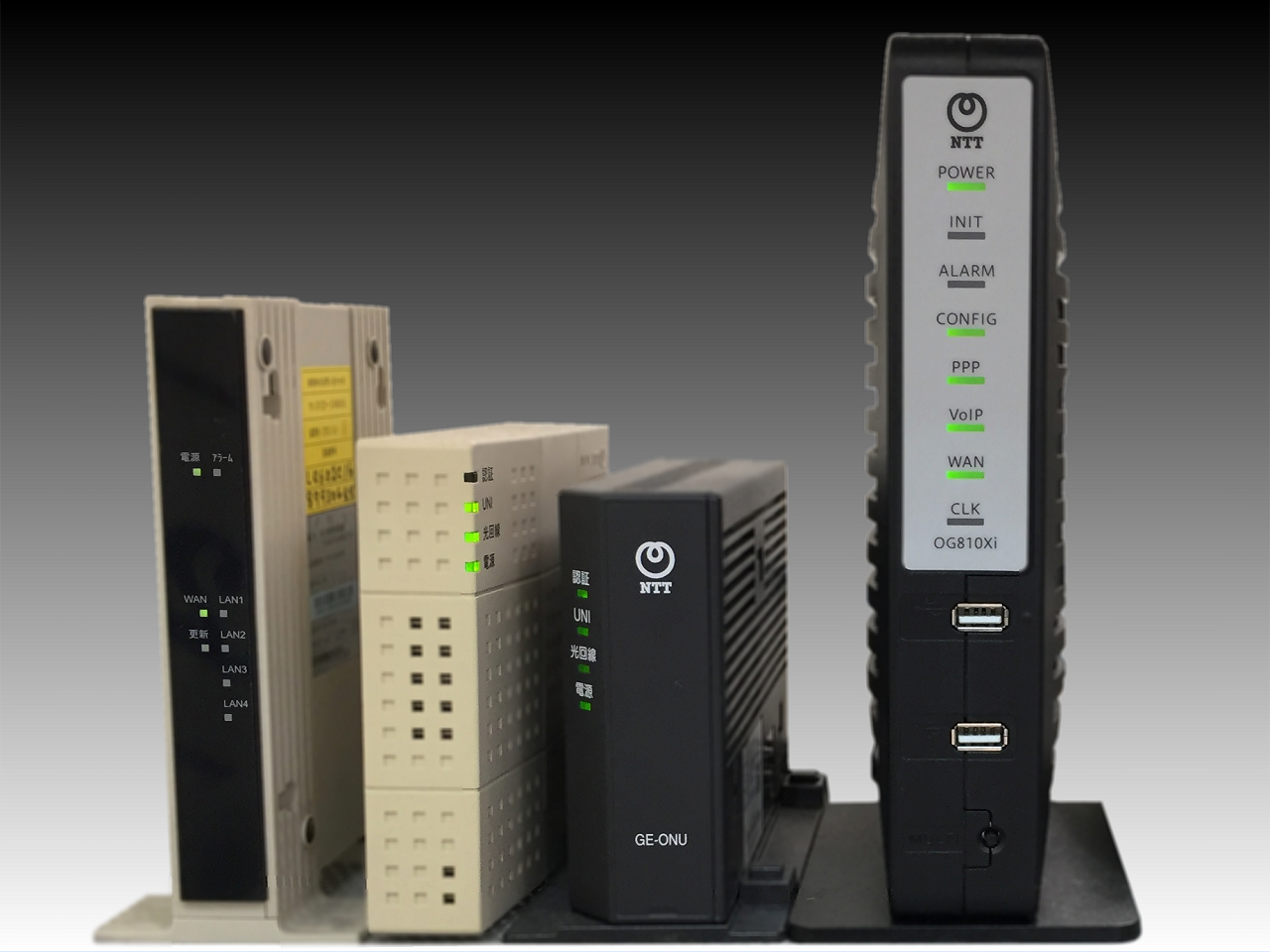
フレッツ光の主な通信機器「左からCTU、ONU、光ネクスト用ONU、OG810Xi（情報機器）」

NTT東日本においてはフレッツ光ライト、フレッツ 光ネクストおよびBフレッツを総称して、NTT西日本においては同社により提供される光ブロードバンド回線サービスを、「フレッツ光」と呼ぶ。光ファイバー（光ケーブル）の引き込み方法により数タイプある。公称速度はユーザ端末側で最大10Gbps。多くのサービス品目では、アクセス回線の帯域を他の複数の契約ユーザと共有する。
2014年3月14日の総務省の発表によれば2013年末の段階で、フレッツ光によるFTTHの契約件数は日本国内のFTTHの契約件数2,502万件のうち71.4%のシェアがある。FTTHのNTTによる寡占化が問題視されているものの、実際にはNTT西日本営業地域では、30府県中2県でNTT西日本のシェアが50%を下回っており、滋賀県に至っては関西電力系通信事業者のケイ・オプティコム（現・オプテージ）の後塵を拝している。2016年前後になると、スマートフォンそのものの伸長、モバイルWiMAXなどの無線系通信サービスの伸長、競合FTTH事業者のサービス拡大により、契約件数が伸び悩んでいる。
なおサービスの名称に【東】【西】と記したものは、それぞれNTT東日本、NTT西日本のサービスエリアだけで提供されていることを示す。特記ない場合は両地域で提供されている。
以下ではBフレッツ、フレッツ・光プレミアム、フレッツ 光ネクスト、フレッツ 光クロスとサービスごとに節を設けるがマンションタイプについては複雑な形態を持つため別節で扱う。

#### フレッツ 光クロス
10G-EPONを採用することにより、通信速度が上り/下り最大概ね10Gbpsに高速化したFTTHアクセスサービスが2020年（令和2年）2月18日に発表され、4月1日に提供開始される。

#### フレッツ 光ネクスト
2008年（平成20年）3月28日に発表され、3月31日に申し込み受け付けとサービスの提供が開始された。
次世代ネットワーク（Next Generation Network、NGN）を用いたサービスであり、これまでのBフレッツに加えて高品質で安定性を確保したひかり電話や、一部の地域およびサービス品目上では、フレッツ・テレビ伝送サービスによる地上デジタルテレビ・衛星放送・FMラジオ局の再送信が提供されている。
技術面ではQuality of Service（QoS）を設けることにより、テレビ電話やテレビ再送信などに対して優先度を上げて通信を行うことで高品質でかつ安定した通信を行うことができる。逆に言うと、優先度が低い一般のインターネットアクセスでは、優先度が高い通信が増えれば増えるほど、安定した通信をすることが難しくなる。
2011年より、インターネットサービスプロバイダが提供するIPv6のブロードバンドインターネット接続サービスを、インターネット（IPv6 IPoE）接続および、インターネット（IPv6 PPPoE）接続により、提供する。
| サービス名                                           | 概要 |
| ---------------------------------------------------- | --- |
| ビジネスタイプ                                       | 主に企業向け。Bフレッツのビジネスタイプと同様、収容局までのファイバーおよび地域IP網までの回線を専有するが、最大通信速度は1Gbpsとなっている。 |
| ファミリータイプ                                     | 通信の仕組みが光ネクストに最適化された以外はNTT東日本におけるBフレッツのハイパーファミリータイプと大きな変化はない。 |
| ファミリー・ハイスピードタイプ                       | IPv4での1セッション当たりの最大通信速度が従来の100Mbpsから200Mbpsに向上した（【西】は上下、【東】は下りのみ）。ファミリータイプと同様、通信の仕組みが光ネクストに最適化されている。IPv6については、『フレッツ・v6オプション』を使用した場合、IPv6 IPoE接続で、最大通信速度は上り最大200Mbps、下り最大概ね1Gbpsである。 |
| ファミリー・スーパーハイスピードタイプ 隼【西】      | 最大通信速度が概ね1Gbpsに向上した。ファミリータイプ、ファミリー・ハイスピードタイプと同様、通信の仕組みが光ネクストに最適化されている。 |
| ファミリー／マンション・ギガラインタイプ【東】       | 最大通信速度が概ね1Gbpsに向上。 |
| ギガファミリー／ギガマンション・スマートタイプ【東】 | 最大通信速度が概ね1Gbpsに向上して、無線LANの最新規格（IEEE 802.11ac対応）のホームゲートウェイがレンタルされる。 |

1. 1 2  回線を共有しているため、通信路の伝送路容量（転送可能なビットレート）と、実際に単位時間あたりに送受信できるデータ量である（実効）スループットとの間には大きな乖離がある。1つの回線は、最大32件のユーザで1.25Gbpsの回線を共有している（GE-PON IEEE 802.3ah）。インターネットの利用については、IPv4では「都道府県」単位で1か所、IPv6では西日本と東日本の単位で1か所（ただしIPv6 IPoEのVNE事業者によっては地域ブロック単位や都道府県単位）あるPOI（Point of interface）と呼ばれるNTTとプロバイダ間の接続点を経由するため、これらのPOIにおける帯域を、同じ地域の同じプロバイダを利用する全ユーザで共有することになる。そのため、伝送路容量が1Gbpsであるために最大通信速度が概ね1Gbpsであるとしているが、同じ回線を共有する他のユーザの使用状況や、同じ地域の同じプロバイダを利用する他のユーザの使用状況など、他のユーザの使用状況によって、実効スループットが大きく左右される。例えば、同一県内で同じプロバイダを利用する1万のユーザが同時に通信すれば、1ユーザあたりの実効通信速度の期待値は1Mbpsとなる。なお、NTTはCM等で1Gbpsが提供可能な実効スループットではないことを注意喚起している（ちなみに、POIやIXにおいて相互接続するゲートウェイ・ルーターの帯域幅は1装置当たり1200Gbps程度であり、フレッツに限らず、そもそも、すべてのユーザが1Gbpsで通信できるだけのインターネットの通信帯域は、存在していない）。
2. ↑  『ファミリー・ハイスピードタイプ』と『ファミリー・スーパーハイスピードタイプ 隼』との差は、実質的にNTTからレンタルされている宅内装置で課している通信速度制限が有効か無効かの違いでしかない。そのため、回線を共有している他のユーザによる通信量が多いために『ファミリー・ハイスピードタイプ』で通信速度が出ていない状況では、『ファミリー・スーパーハイスピードタイプ 隼』に変更しても、平均通信速度が向上することはない。瞬間的に回線が空いている状況で通信速度が上がるのみである。これは、NTTが「規格速度がより高速なタイプに変更した場合であっても、お客様の設備状況等により、実効速度が向上しない場合があります」としている理由の一つとなっている。

#### マンションタイプ

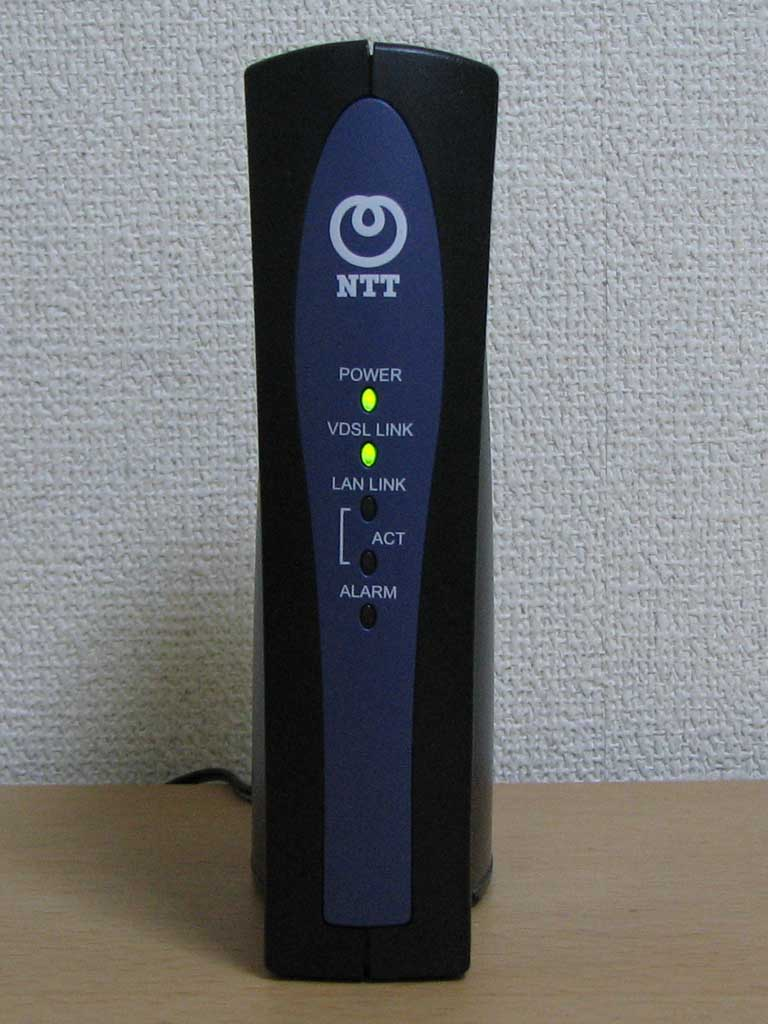
Bフレッツ マンションタイプ用VDSLモデム（NTT東日本）

マンションタイプはBフレッツ、フレッツ・光プレミアム、フレッツ 光ネクストともに提供されているが、マンションの形態によってより細分化されたプランがある。
マンションの規模に応じた「サービスタイプ」と屋内の配線状況に応じた「配線方式」の2つを組み合わせて料金プランが決定される。
また、設備上の理由（他社回線との混在などがあげられる）により、Bフレッツやフレッツ・光プレミアムは導入可能だが、フレッツ 光ネクストは導入できない（ファミリータイプで導入できるケースや導入自体が不可というケースもある）というケースもある。
| サービスタイプ | 概要                                                            |
| -------------- | --------------------------------------------------------------- |
| ミニ           | 集合住宅あたり4件以上の契約が見込まれる場合、NTT西日本は6件以上 |
| プラン1        | 集合住宅あたり8件以上の契約が見込まれる場合                     |
| プラン2        | 集合住宅あたり16件以上の契約を代表者から行う場合                |

| 配線方式               | 概要 |
| ---------------------- | --- |
| 光配線方式【東】       | 集合装置にPONを設置し、マンション各戸まで直接光ファイバーを引き込み、各戸に回線終端装置が提供される。                                                                                        |
| ひかり配線方式【西】   | 集合装置にPONを設置し、マンション各戸まで直接光ファイバーを引き込み、各戸に回線終端装置が提供される。                                                                                        |
| LAN配線方式            | MDFに設置したマンション用集合型終端装置から既設のLAN配線（100BASE-TX、スループットは最大100Mbps）を利用。                                                                                    |
| VDSL方式               | MDFに設置したマンション用集合型終端装置から既設の電話線上を介してVDSL（下り最大50Mbpsから100Mbps・上り最大7Mbpsから100Mbps）を利用。電話線からイーサネットに変換するVDSLモデムが提供される。 |
| ワイヤレス方式【東】   | 近在の電柱等に設置した無線基地局とユーザ宅のベランダ等に設置したアンテナとの間で、FWA（Fixed Wireless Access：実効最大下り46Mbps・上り32Mbpsの帯域を共有）を利用。                           |
| ワイヤレスタイプ【西】 | 近在の電柱等に設置した無線基地局とユーザ宅のベランダ等に設置したアンテナとの間で、FWA（Fixed Wireless Access：実効最大下り46Mbps・上り32Mbpsの帯域を共有）を利用。                           |

#### Bフレッツ
2000年（平成12年）12月26日に「光・IP通信網サービス（仮称）」として一部の東京都区部及び大阪市で試験サービスを開始し、その後数ヶ月間の期間を経てから2001年（平成13年）8月1日に「Bフレッツ」として光ファイバーを用いた通信サービスを本格的に開始した。
BフレッツのBは、サービス開始当初はB-PON(Broadband Passive Optical Network / ITU-T G.983)を採用していたことに由来する。
当初はベーシックタイプ、ファミリータイプ、マンションタイプの3つであったが、後に情勢を踏まえてサービスを拡充していった。2002年よりファミリータイプの10倍の速度を謳ったニューファミリータイプの最大100Mbpsの回線の提供を開始する
NTT西日本が2005年（平成17年）に「フレッツ・光プレミアム」を開始し、またNTT東日本が2004年（平成16年）に「ハイパーファミリータイプ」の提供開始、2008年（平成20年）に「フレッツ・光ネクスト」を投入して2009年（平成21年）度内にはBフレッツ提供地域全域に拡大したことから、2012年3月31日をもって、一部地域を除き、新規サービス申し込みを終了した。NTTは、フレッツ光ネクストへの移行（マイグレーション）を計画中で、既に中継網である地域IP網を、2013年度末をめどにフレッツ光ネクストに移行工事中である。
既存ユーザの取り扱いについて、NTT東日本が2014年（平成26年）2月18日に「Bフレッツ ハイパーファミリータイプ」、および「Bフレッツ マンションタイプ」を利用している契約を、それぞれ「フレッツ 光ネクスト ファミリータイプ」、および「フレッツ 光ネクスト マンションタイプ」に順次、移行すると発表された。
| サービス名                       | 概要 |
| -------------------------------- | --- |
| ビジネスタイプ                   | 主に企業向け。メディアコンバータを使用。収容局までのファイバーおよび地域IP網までの回線を専有する（SS：Single Star）。スループットが高いが、料金も高い。 |
| ベーシックタイプ                 | 企業から個人のヘビーユーザーまで対応可能。メディアコンバータを使用。収容局までのファイバーを専有する（SS：Single Star）が、収容局から地域IP網までの回線は（他ユーザと）共有となる。 |
| ファミリータイプ                 | ユーザ端末側の速度は最大10Mbps。NTT独自開発のSTM-PONを採用。既に新規契約受付は中止。 |
| ニューファミリータイプ【東】     | 一般個人・中小企業向け。B-PONおよび光回線終端装置を使用。収容局までのファイバー （下り622Mbps、上り156Mbps）を複数ユーザで共有するが局側の終端装置であるB-OLT（Broadband-Optical Line Terminal）の地域IP網側インターフェース（収容局内の地域IP網までの回線）が100Mbpsであり、その結果、100Mbpsを複数ユーザで共有となる。ユーザ端末側の速度は最大100Mbpsである。料金は安いが、利用者が増えるとスループットが低下する。                                                                |
| ファミリー100【西】              | 一般個人・中小企業向け。B-PONおよび光回線終端装置を使用。収容局までのファイバー （下り622Mbps、上り156Mbps）を複数ユーザで共有するが局側の終端装置であるB-OLT（Broadband-Optical Line Terminal）の地域IP網側インターフェース（収容局内の地域IP網までの回線）が100Mbpsであり、その結果、100Mbpsを複数ユーザで共有となる。ユーザ端末側の速度は最大100Mbpsである。料金は安いが、利用者が増えるとスループットが低下する。                                                                |
| ハイパーファミリータイプ【東】   | 一般個人・中小企業向け。GE-PON（IEEE 802.3ah）ONU（回線終端装置）、もしくは回線終端装置内蔵のひかり電話対応ルータを使用。収容局までのファイバー（下り・上りとも1Gbps）を最大64ユーザで共有し地域IP網側インターフェースは1000BASE-T。ユーザ端末側の速度は最大100Mbpsである。ライン共有利用者が増えるとスループット低下の可能性があるのは、ニューファミリー/ファミリータイプと同様である。なお、西日本の光プレミアムのIPv6等の仕様については後述のフレッツ・光プレミアムと同様である。 |
| ワイヤレスファミリータイプ【西】 | 近在の電柱等に設置した無線基地局（AP）と一般戸建ユーザ宅の外壁・ベランダ等に設置したアンテナ（WT）との間で、FWA（Fixed Wireless Access：実効最大下り46Mbps・上り32Mbpsの帯域を共有）を利用し光サービスを提供する。光化が困難な地域や散居村などに設置されるケースが多い。伝送距離は概ね800m（基地局APとアンテナWT間）。 |

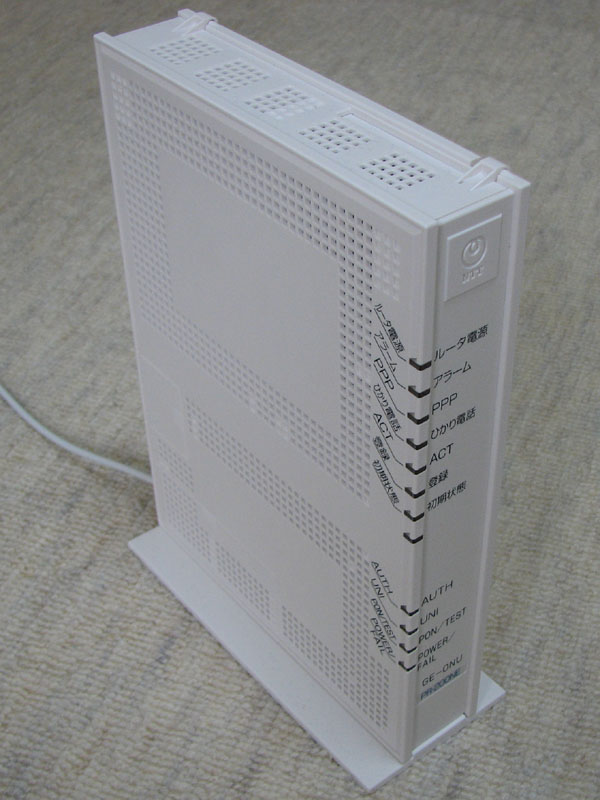
Bフレッツ・ハイパーファミリータイプ用ひかり電話対応ONU（NTT東日本）
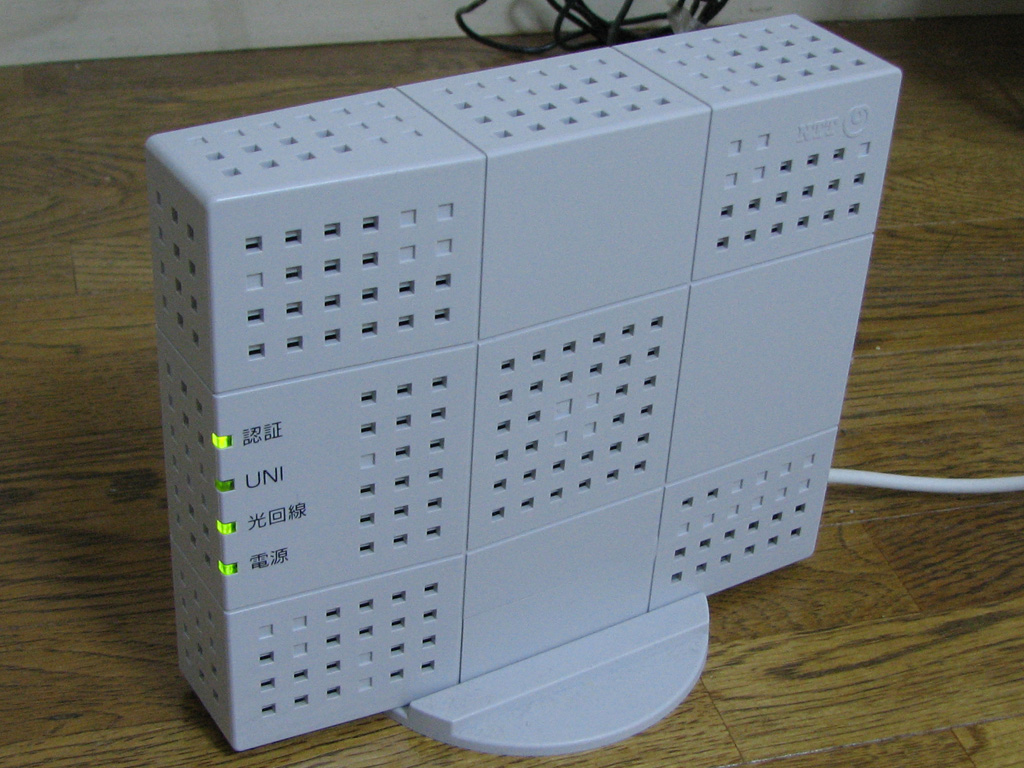
Bフレッツ・ハイパーファミリータイプ用ONU（NTT東日本）

#### フレッツ・光プレミアム
NTT西日本地域でのみ提供されていた。
2004年（平成16年）12月に発表され、2005年（平成17年）3月1日よりサービスが開始された。Bフレッツと同じく、フレッツ光ネクストのサービス地域の拡大に伴い、2012年3月31日をもって、一部地域を除き新規サービス申し込みを終了し、2019年1月31日にサービスを終了した。
Bフレッツと比較するとIPv6に標準で対応し、加入者網終端装置（CTU）が回線終端装置やVDSLモデムなどとは別個に提供される。
| サービス名             | 概要 |
| ---------------------- | --- |
| エンタープライズタイプ | 主に企業向け。Bフレッツのビジネスタイプと同様、容局までのファイバーおよび地域IP網までの回線を専有するが最大通信速度は1Gbpsとなっている。 |
| ファミリータイプ       | フレッツ・光プレミアムの特徴を除けばNTT東日本における「Bフレッツ・ハイパーファミリータイプ」とほぼ同等のサービスである。                 |

#### フレッツ光・マイタウン
NTT西日本地域のみ。他の「フレッツ光」サービスを提供していない市町村・地域の一部において自治体が各戸まで敷設したFTTH回線（光CATVを運営しているケースが多い）の通信帯域をNTT西日本が借り上げて、地域IP網もしくは自治体が用意した特定のプロバイダへ接続するサービス。このため、加入には事前に自治体FTTH回線の契約及び引込工事が必要。2007年（平成19年）3月1日、岡山県の真庭市及び英田郡西粟倉村よりサービスを開始し、以後同県内の真庭郡新庄村（2007年10月1日開始）と美作市（2008年7月1日開始）のほか福井県大飯郡おおい町（2007年5月21日開始）、大分県豊後高田市（2008年2月1日開始）、愛媛県越智郡上島町（2009年5月1日開始）、徳島県三好郡東みよし町（2010年2月1日開始）の合計8市町村へと広がった。フレッツ・光プレミアムのサービス終了に伴い2019年1月31日にサービスを終了した。
| 府県   | 市町村                 | サービス開始日 | 備考                                                                                             |
| ------ | ---------------------- | -------------- | ------------------------------------------------------------------------------------------------ |
| 福井県 | 大飯郡おおい町         | 2007年5月11日  | 2017年7月31日新規申込終了、2019年1月31日サービス終了、フレッツ 光マイタウン ネクストへ移行       |
| 岡山県 | 真庭市、英田郡西粟倉村 | 2007年3月1日   | 2017年10月1日新規申込終了（真庭市）、10月31日新規申込終了（西粟倉村）、2019年1月31日サービス終了 |
| 岡山県 | 真庭郡新庄村           | 2007年10月1日  | 2018年2月28日新規申込終了、2019年1月31日サービス終了、フレッツ 光マイタウン ネクストへ移行       |
| 岡山県 | 美作市                 | 2008年7月1日   | 2017年8月3日新規申込終了、2019年1月31日サービス終了                                              |
| 徳島県 | 三好郡東みよし町       | 2010年2月1日   | 2017年12月10日新規申込終了、2019年1月31日サービス終了、フレッツ 光マイタウン ネクストへ移行      |
| 愛媛県 | 越智郡上島町           | 2009年5月1日   | 2017年12月10日新規申込終了、2019年1月31日サービス終了、フレッツ 光マイタウン ネクストへ移行      |
| 大分県 | 豊後高田市             | 2008年2月1日   | 2018年2月28日新規申込終了、2019年1月31日サービス終了、フレッツ 光マイタウン ネクストへ移行       |

サービス内容は概ねフレッツ・光プレミアムに準じているが、付帯サービスの有無や料金は各自治体側の設備や契約内容により異なっている。
| サービス名             | 概要 |
| ---------------------- | --- |
| ファミリータイプ       | 地域IP網へ接続するサービス。その先PPPoE接続できるプロバイダは府県ごとに異なる。                                                                                     |
| ファミリーライトタイプ | 自治体が用意する特定プロバイダ（地域によってはひかり電話を含む）へのみ接続するサービスであり、NTT西日本提携プロバイダへは接続できない代わりに、安価で提供している。 |

#### フレッツ 光マイタウン ネクスト
フレッツ・光マイタウンのNGN版。ファミリータイプ及びファミリーライトタイプがある。2018年4月26日からファミリー・スーパーハイスピードタイプ 隼が提供開始した。(福島県耶麻郡磐梯町を除く。)
2010年（平成22年）6月18日、島根県の邑智郡川本町・美郷町、隠岐郡海士町より開始、以後続々と開始自治体が増えている。
| 府県   | 市町村                                         | サービス開始日 | 備考                                                  |
| ------ | ---------------------------------------------- | -------------- | ----------------------------------------------------- |
| 福島県 | 耶麻郡磐梯町                                   | 2010年9月27日  |                                                       |
| 福井県 | 大飯郡おおい町                                 | 2017年8月1日   |                                                       |
| 鳥取県 | 八頭郡若桜町・智頭町、日野郡江府町             | 2010年7月7日   |                                                       |
| 島根県 | 邑智郡川本町・美郷町、隠岐郡海士町             | 2010年6月18日  |                                                       |
| 島根県 | 隠岐郡西ノ島町                                 | 2012年5月23日  |                                                       |
| 島根県 | 隠岐郡知夫村                                   | 2015年1月5日   |                                                       |
| 岡山県 | 久米郡久米南町                                 | 2010年12月1日  |                                                       |
| 岡山県 | 勝田郡奈義町                                   | 2010年12月1日  | 2023年7月31日新規申込終了、2024年8月31日サービス終了  |
| 岡山県 | 真庭郡新庄村                                   | 2018年3月1日   |                                                       |
| 広島県 | 庄原市庄原地区                                 | 2015年10月21日 |                                                       |
| 広島県 | 庄原市東城地区                                 | 2015年11月21日 |                                                       |
| 広島県 | 庄原市山内地区                                 | 2015年12月21日 |                                                       |
| 広島県 | 庄原市帝釈地区                                 | 2016年7月1日   |                                                       |
| 広島県 | 庄原市小奴可地区                               | 2016年8月1日   |                                                       |
| 広島県 | 庄原市川鳥地区                                 | 2016年9月1日   |                                                       |
| 広島県 | 庄原市西城地区                                 | 2017年4月1日   |                                                       |
| 広島県 | 庄原市八鉾地区                                 | 2017年5月1日   |                                                       |
| 広島県 | 庄原市赤川地区                                 | 2017年9月1日   |                                                       |
| 広島県 | 呉市の一部（豊浜町（斎島を除く）及び豊町）区域 | 2022年3月30日  | 2023年3月31日新規申込終了、2023年6月30日サービス終了  |
| 徳島県 | 美馬郡つるぎ町                                 | 2010年11月1日  |                                                       |
| 徳島県 | 三好郡東みよし町                               | 2017年12月11日 | 2025年5月31日新規申込終了、2026年6月30日サービス終了  |
| 愛媛県 | 南宇和郡愛南町                                 | 2010年11月22日 |                                                       |
| 愛媛県 | 越智郡上島町                                   | 2017年12月11日 |                                                       |
| 高知県 | 土佐郡土佐町、長岡郡本山町                     | 2010年12月16日 |                                                       |
| 高知県 | 安芸郡東洋町                                   | 2012年11月1日  |                                                       |
| 大分県 | 豊後高田市                                     | 2018年3月1日   |                                                       |
| 宮崎県 | 西臼杵郡高千穂町                               | 2011年10月1日  |                                                       |
| 宮崎県 | 児湯郡新富町                                   | 2014年2月1日   | 2023年11月14日新規申込終了、2025年3月31日サービス終了 |

#### 光ポータブル

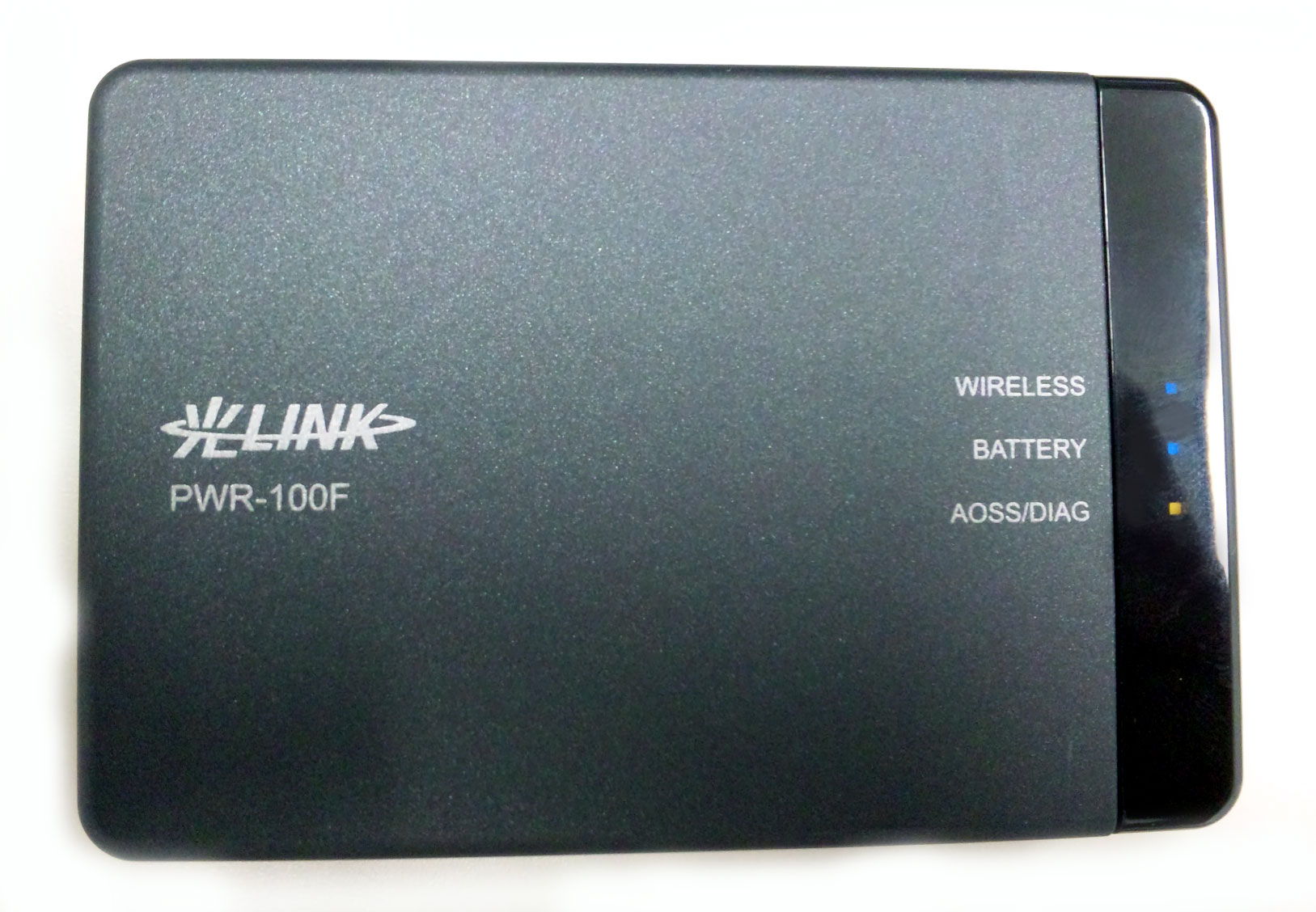
光ポータブル（Portable Wi-Fi）

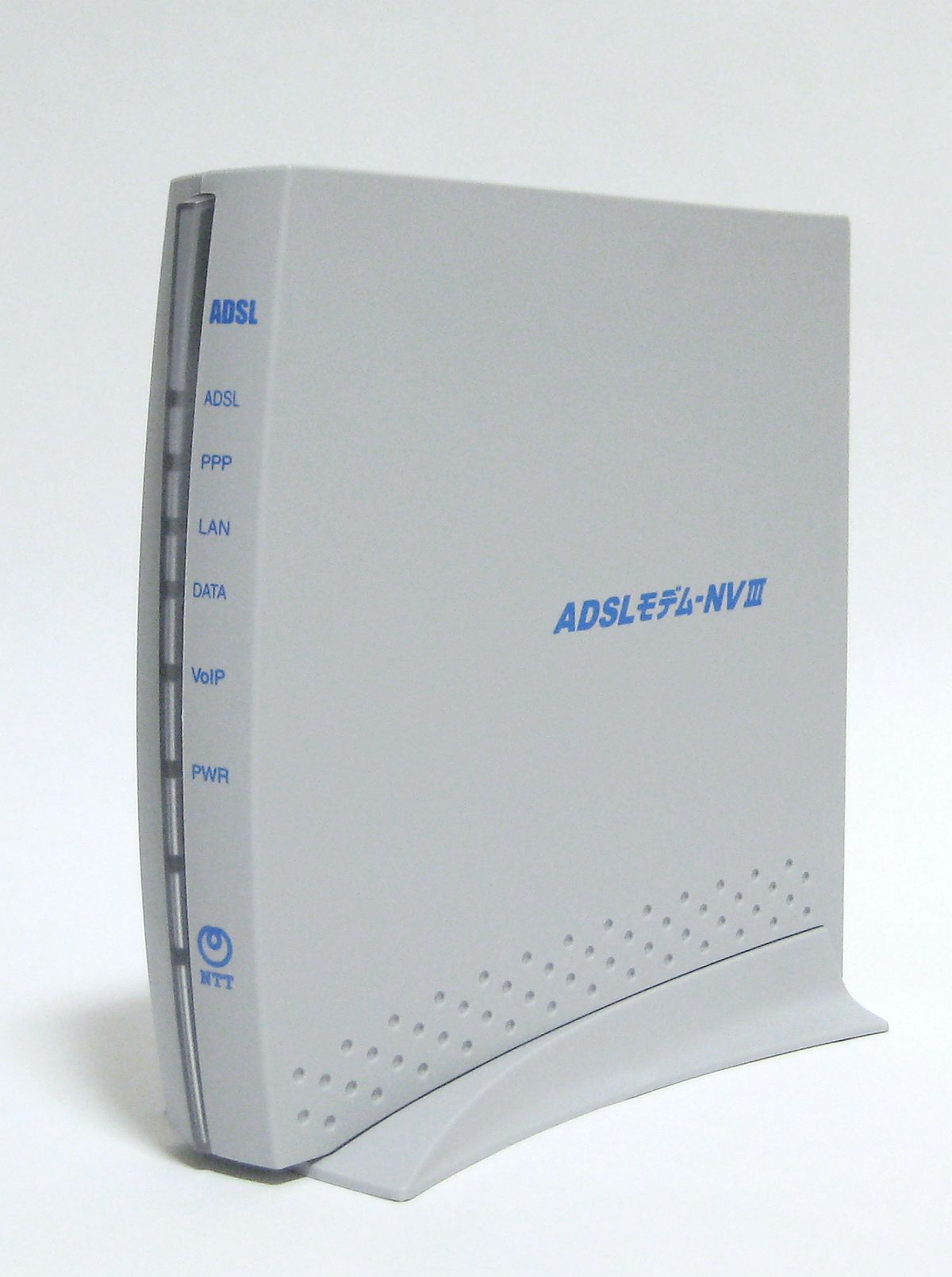
フレッツ・ADSL対応のADSLモデム（NTT東日本）

NTT東日本のBフレッツ契約者に対し、右の光ポータブルといわれる小型WiFiルータがレンタルされている。本端末はフレッツ光やADSLといったブロードバンド回線のルータとしてだけではなく、FOMAハイスピードなどのモバイル回線や後述のフレッツスポット、NTTドコモのdocomo Wi-Fiなども親回線としたWiFiルータとなる。2017年5月31日をもって提供を終了した。
NTT西日本も2010年12月より「光ポータブル」（3G）(2020年9月30日終了)、2013年8月より「光ポータブルLTE」(2022年9月30日終了)のレンタルを開始した。

#### 光iフレーム
光iフレームは、2010年11月より開始された、フレッツ光契約者向け、Android OS搭載のタブレット型端末とフレッツマーケットといわれるアプリケーション・コンテンツマーケットを使った情報配信サービスとなる。端末はレンタルと買取とあるが、フレッツ光ユーザー限定の販売となる。

#### 長延化GE-PON
GE-PONを採用するフレッツ光のサービスにおいて、標準的なONU-OLT間のリーチは7km程度であるが、20km以上のリーチ延長に対応した技術が開発されている。これにより、コスト上FTTHのエリア化が難しかった僻地や山間部への展開を容易にし、またOLTを設置する設備センタの集約、統廃合に貢献している。

### フレッツ・ADSL
利用者から地域IP網までの間を、既存の電話線を利用するADSL。1999年（平成11年）12月から試験提供していたADSLサービスを元に、2000年（平成12年）12月末から正式に提供開始した。
サービス提供に必要な物品の製造が既に終了しており、メンテナンス物品の在庫の枯渇が見込まれることから、新規申し込みの受付をフレッツ 光ネクストが提供されていない地域を除いて2016年6月30日をもって終了した。2023年1月31日を以って「フレッツ光」提供エリアにおいてフレッツ・ADSLをサービス提供を終了する。実際には、フレッツ・ADSLでインターネット接続サービスを提供するプロバイダがいなくなればサービスが終了になるので、「フレッツ光」が未提供エリアであってもサービスが終了する見込みであったが、その後「フレッツ光」の提供開始が2022年2月 - 2023年1月になる地域についてはサービス終了が2025年1月31日に延期された。
さらに2023年2月1日以降に「フレッツ光」が提供されたエリアと「フレッツ光」未提供エリアについても、東日本は2025年1月31日、西日本は2026年1月31日を以ってフレッツ・ADSLの全てのサービスを終了する事が発表された。インターネットサービスは電気通信事業法に基づくユニバーサルサービス提供義務の対象外であり、「フレッツ光」未提供エリアについてはモバイルサービス等への移行が推奨されている。
公称速度は以下の通り（下り/上り）であるがベストエフォートサービスであり、平均的実効速度はその20 - 70%程度となる（契約の如何によらず、速度は電話交換局からの線路長に決定的に依存する）。なお、サービスの名称はNTT東日本でのもの。【括弧】内はNTT西日本での名称。
- フレッツ・ADSL モアIII【モアスペシャル】 - 47Mbps/5Mbps
- フレッツ・ADSL モアII【モア40、モア24】 - 40Mbpsまたは24Mbps/1Mbps
- フレッツ・ADSL モア - 12Mbps/1Mbps
- フレッツ・ADSL 8Mタイプ【8Mプラン】 - 8Mbps/1Mbps
- フレッツ・ADSL 1.5Mタイプ【1.5Mプラン】 - 1.5Mbps/512kbps
- フレッツ・ADSL エントリー - 1Mbps/512kbps ※東日本のみ

### フレッツ・ISDN
ISDN網を使用する民生用定額通信サービスとして、2000年（平成12年）5月11日より「IP接続サービス（通称：フレッツ・アイ、flet's ISDN ）」の名称で東京03と大阪06MAを中心に商用サービスを開始した。なお、7月18日より諸事情により正式名称を「フレッツ・ISDN（通称：FLET's ISDN）」に変更した（→名称）。いわば「フレッツ」シリーズの起源にあたる。ISDNのデジタル通信モードは2020年以降に廃止される予定が公表されており、フレッツ・ISDNも2018年11月30日を以って「フレッツ光」提供エリアにおいてフレッツ・ISDNの新規受付を終了し、
2026年1月31日（土）をもってサービス提供を終了する。
ISDNの1チャンネル（64kbps）を利用して特定用途の識別番号「1492」にダイヤルアップ接続を行い、NTT収容局を介してISPへ接続する。ISDN交換機のISM折り返し機能により電話網の資源を消費しないため定額制が可能となった。接続には収容局から地域IP網を経由してISPのアクセスポイントへ接続する「タイプ1」と、ISP側の負担でアクセスポイントから収容局まで専用線を敷設する「タイプ2」という方式が存在したが、後のフレッツ・ADSLおよびフレッツ光ではタイプ1相当の地域IP網経由が主流となる。通信速度についてはINSネットでの同期接続とは異なるベストエフォート方式であり、速度は保証されない。
サービスそのものは1999年11月から「IP接続サービス」の名称で東京都新宿区・渋谷区・大田区と大阪市中央区・北区・吹田市の一部エリアで試験提供を開始していたが、「フレッツ・ISDN」としてサービスイン後は対応エリアを順次全国に拡大し、また、法人向けサービスとしてフレッツ・ISDNにおいてVPNを接続先とする「FLET's OFFICE（フレッツ・オフィス）」の提供も2000年7月17日より開始した。なお、従量制通信のINSネットとは別サービスのため、従前からの利用者は契約変更が必要となる。
定額制・常時接続の民生向サービスとしては、専用線接続のOCNエコノミーが先行提供されていたが、フレッツ・ISDNの料金はサービスイン当初でタイプ1が4500円（試験サービス時代は8000円）・タイプ2が2500円と低廉価であり、フレッツ・ISDNの接続環境（サービスエリア内のISDN回線・対応ターミナルアダプタ）を用意すれば利用できること、OCN以外の各ISPがフレッツ・アイ用のアクセスポイントを開設したことから、2001年1月時点で50万回線、同年8月時点で100万回線契約を突破することになった。なお、2001年に幾度か値下げが行われ、12月1日よりタイプ1の料金が現行の2940円となっている。
スタートダッシュにより急速に普及したものの、IP接続サービス開始時点の1999年後半より大都市圏の一部においては、既にCATVインターネットや東京めたりっく通信などのADSLといった非NTT系事業者による民生向けブロードバンドの展開が始まっていた。そして2000年12月26日からはNTTも「フレッツADSL」による民生向けブロードバンド通信に参入したことにより、各ブロードバンドのサービスエリアが拡大した2002年以降、料金と速度による費用対効果の面で優位性を失ったため利用者は大幅に減少することになる。
このISDN接続を応用したサービスとして、2003年よりドコモPHSがモバイルデータ通信定額制サービス「@Freed」を提供していた。
現在の利用者層はいわゆる光収容回線であったり電話局から距離が長いなどでADSLを利用できず、かつ他の手段（FTTHやCATV等）も提供されていない地域（町村・離島など）に在住している場合や、その他の理由（電話機接続のためISDNが必要、光ファイバーを引き込めないが通信安定性が必要なためADSLは利用できない、など）があるユーザに限られつつある（ISDN#日本での歴史と現状も参照）。
日本全国（全ての市町村）で提供されているわけではなく、NTT西日本管轄の一部やNTT東日本管轄の離島の一部、特に和歌山県の山間部や小笠原諸島などでは当初は国や自治体の情報格差対策が施行されるまでなかなか提供されなかった。モバイルデータ通信定額制などその他の定額制接続の手段が無い限りにおいてはいずれの常時定額接続手段も存在しない地域が存在する。（情報格差も参照）。
また、当サービスの基盤となるISDN網自体も全国遍くカバーされているわけではなく、収容局から加入者敷地までの線路長が8 - 10kmを超えるような場合にはISDN回線すらも提供がほぼ不可能であり上記と同様な問題が起きる。

### フレッツ・スポット

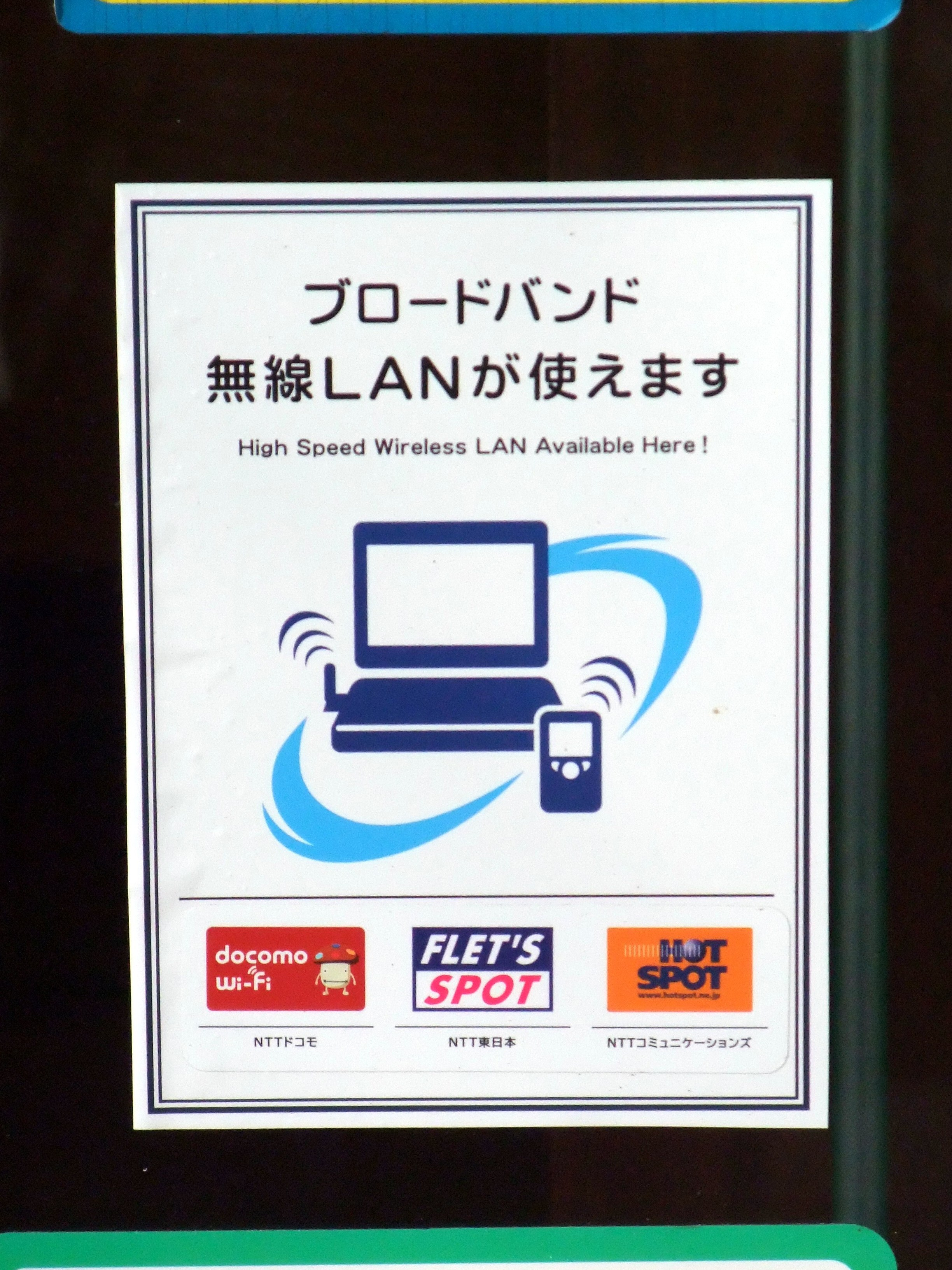
FLET'S SPOTエリア表示（docomo Wi-Fi・HOTSPOT）と共用

当初、NTT東日本においては「Mフレッツ」の名称でNTT自らは無線アクセスを提供せずフレッツ網を利用して無線アクセスを提供する飲食店やホテルなどの事業者（Mフレッツホスト）と無線アクセスの利用者（Mフレッツメイト）を募集するという独特な形態のサービスを実施していたが、後に一般的な公衆無線インターネットサービスでありNTT西日本ですでに提供されていた「フレッツ・スポット」を導入した。その後、2005年（平成17年）10月26日よりNTT東日本・NTT西日本の各契約ユーザがNTT西・東のいずれのサービスエリアでも利用可能となるローミングサービスを開始している。
サービス開始時は、無線接続を介したPPPoE接続を使う「端末認証方式（PPPoE接続によるMACアドレスで接続認証する方式）」を採用していたため、PPPoEが実装されていない携帯端末（Androidスマートフォン、アップルのiOS搭載端末、任天堂のニンテンドーDSなど）ではアクセスできなかったが、2012年よりPPPoEを必要としない「Web認証方式（NTT-BPのローミングサービスとしての提供であり、NTT東西会社が発行するID（フレッツ・スポット認証ID）とパスワード（フレッツ・スポット認証パスワード）を使って接続認証する方式）」が開始され、大多数のWi-Fi対応端末で接続が可能になった。
サービスの縮小が進んでおり、NTT東日本エリアでは2014年3月10日で「端末認証方式」の提供を終了、2016年4月28日に新規の加入申込受付を終了し、2019年3月31日をもってサービスの提供を終了した。また、NTT西日本エリアでも2017年5月31日に新規の加入申込受付を終了し、2026年3月31日をもってサービスの提供を終了予定である。
エリア
NTTブロードバンドプラットフォームの公衆無線LAN設備を利用し、NTTドコモが提供するdocomo Wi-Fi、d Wi-Fiとアクセスポイントを共有していることが多い。また利用エリアはパソコンのほか、携帯電話などから探すことができる。
スターバックスコーヒー、ドトールコーヒー、エクセルシオールカフェ、ロッテリア、バーガーキング、モスバーガー、ファーストキッチン、ケンタッキーフライドチキン、タリーズコーヒー、プロント、サンマルクカフェ、ガストなどに使えるアクセスポイントが多い。そのほか空港、地下鉄、JR、私鉄駅構内などで利用ができる。
料金
NTT東日本、NTT西日本ともにフレッツ契約をしていると、月額210円（税込み）で利用することができる。フレッツ非契約者の場合同945円となる。

### 光ステーション
NTT東日本が店舗・施設オーナー向けに提供するWi-Fiルーターで、店舗の情報やサービス等のオリジナルコンテンツをWi-Fi経由で配信する「フレッツ・ポータル」を提供できる他、フレッツ・スポット契約者には無制限の、非契約者には1日2回・最大15分の公衆無線LANサービスを提供する。
ちなみにNTT西日本エリアでは、NTTメディアサプライが提供しているDoSPOTがほぼ同様のサービスを行っている。

## アプリケーションサービス
フレッツ加入者同士の通信を可能にしたり、利便性を高めたりする付加サービス。ただし現状は、フレッツ網内で閉じる通信についてはNTT東日本とNTT西日本との間の境界を越えた通信ができないなどの短所がある（ただし、「フレッツ・VPN ワイド」サービスには「東西接続サービス」が適用可能であり、この場合に限りNTT東西境界を超えた通信が可能）。
なお、サービスの名称はNTT東日本でのもの。【括弧】内はNTT西日本での名称。

### Mフレッツ
東日本のみのサービス。上記#フレッツ・スポット参照。2009年（平成21年）1月31日サービス終了。

### フレッツ・オフィス
B2B環境の構築など。フレッツ網と契約者のネットワークを専用線（DA, HSD, ATM, MDN, Ethernet）で結び（またはNTTビル内にハウジングした契約者設備とフレッツ網を結び）、アクセス回線（Bフレッツ、フレッツ・ADSL、フレッツ・ISDNおよびMフレッツメイト）からのプライベートネットワーク接続を可能にする。

### フレッツ・アクセスポート
東日本のみのサービス（ただし、フレッツ・グループでBフレッツビジネスタイプに対応しているので、西日本でも実質的には同種サービスが提供されていると考えて良い）。Bフレッツ利用者を中心としたイントラネットの構築など。Bフレッツビジネスタイプのアクセス回線に対して、アクセス回線（Bフレッツ、フレッツ・ADSL、フレッツ・ISDNおよびMフレッツメイト）からのプライベートネットワーク接続を可能にする。

### フレッツ・グループアクセス【フレッツ・グループ】
拠点間LANの接続など、VPNとしての利用。すなわち、アクセス回線（Bフレッツ、フレッツ・ADSL、フレッツ・ISDN）利用者同士でのプライベートネットワークを構成できる。

### フレッツ・コネクト【フレッツ・コミュニケーション】
PC同士のテレビ電話（ビデオチャット）や、動画等の送受信サービス。

### フレッツ・セッションプラス【フレッツ・プラス】
PPPoEの同時利用可能セッション数を増やせるオプションサービス。

### サービス情報サイト（NTT東日本）
フレッツアクセス回線利用者専用のポータルサイト。回線速度計測（Javaが必要）、サポート情報などを提供している。以前の名称は、フレッツ・スクウェアであった。
利用している回線やパソコン等の環境により接続方法が異なる。

#### NGN IPv6
NTT東日本が提供しているフレッツ光ネクスト、フレッツ 光ライトでのみ観覧可能。
NGN内に閉じたサービスのためインターネットからはアクセスできない。
また、IPv6で接続するためWindows 2000等のIPv6に対応していないOSではアクセスすることができない。

#### NGN IPv4
NTT東日本が提供しているフレッツ光ネクスト、フレッツ 光ライトでのみ観覧可能。
NGN内に閉じたサービスのためインターネットからはアクセスできない。
主にIPv6に対応していない端末からの接続に用いる。

#### IPv6
NTT東日本が提供しているBフレッツまたはフレッツ・ドットネットを契約したフレッツ・ADSLでのみ観覧可能。
サービス情報サイト（IPv4）の様なPPPoEの設定は不要である。
また、IPv6で接続するためWindows 2000等のIPv6に対応していないOSではアクセスすることができない。

#### 備考
NTT東日本が提供しているBフレッツまたはフレッツ・ADSL、フレッツ・ISDNにて、専用のPPPoE設定を行い接続する必要がある。「.flets」という独自のトップレベルドメインを使用するため、インターネットからはアクセスできない。
以前はフレッツ・ADSLやBフレッツファミリータイプではPPPoEの同時利用可能セッション数が1であったため、フレッツ・スクウェアを利用するにはインターネット接続を切ってつなぎなおす必要があり面倒であった（とくに、常時接続してサーバ運用しているような回線では、事実上使えなかった）。しかし2002年（平成14年）に基本契約のセッション数が2（マルチセッション）に引き上げられ、対応した接続ツールも提供されたことにより以前よりも利用しやすくなった。ブロードバンドルーターにはあらかじめサブセッションでフレッツ・スクウェア/サービス情報サイトに接続する設定が用意されている製品が多く、パソコンでの設定やソフトのインストール等は不要で簡単に接続できる。

### フレッツ・スクウェア
動画・ゲームなどの契約者専用コンテンツを提供していたポータルサイト。2011年12月28日で終了。NTT東日本では2011年6月1日をもってサービス情報サイトへ移行（会員向け付加サービスはフレッツ光メンバーズクラブへ移行）。NTT西日本では2011年12月28日でCLUB NTT-Westに移行している。
「.flets」という独自のトップレベルドメインを使用する。詳細は上のサービス情報サイトを参照。

### フレッツ・オンデマンド
東日本のみのサービス。フレッツ網を利用した動画などの配信サービス。主に、ストリーミングをPCに対して配信する。動画配信ネットワークの提供や料金回収はNTTが中心となって行う（フレッツ・ドットネットのブロードバンド映像サービスとは異なる）。

### フレッツ・アドーガ
東日本のみのサービス。フレッツ・スクウェアおよびフレッツ・オンデマンドにおいて、動画の開始前・および終了後にCM等のミニコンテンツを挿入するサービス。

### フレッツ・セーフティ
対応ルータ機器上において、コンピュータウイルスや不正アクセス等の検出・除去をする。2008年（平成20年）3月31日をもってサービス提供を終了。

### フレッツ・ドットネット【フレッツ・v6アプリ】
IPv6を利用したサービス。
東日本のみのサービスとして128bitの長いIPv6アドレスの代わりにFLET'S.Netネーム（FdNネーム）を設定し、PC同士でのメッセンジャーやテレビ電話のアプリケーションで利用できる。
西日本のみのサービスとしてはセキュリティ機能がある。PCにv6アプリ関連ツールをインストールし当該PC上で機能するものであり、フレッツ・セーフティとは異なる。この機能は、IPv6の通信にも完全対応している（2005年（平成17年）6月16日以降）。
東西共通のサービスはPC同士でのテレビ電話（ビデオチャット）、ブロードバンド映像サービスがある。
テレビ電話はフレッツ・コネクト【フレッツ・コミュニケーション】と同様のサービス。フレッツ・コネクト【フレッツ・コミュニケーション】と相互接続している。
ブロードバンド映像サービスはフレッツ網を利用した動画などの配信サービスであるがフレッツ・オンデマンドとは異なり、専用のSTBをユーザ宅に別途設置しテレビ上で映像を再生させるCATV類似のサービスである（IP放送《IPテレビ》、VOD）。また動画配信ネットワークの提供や料金回収はISPが行い、フレッツは単に中継サービスを提供する。
なお西日本のアクセスサービス「フレッツ・光プレミアム」ではIPv6対応のCTUが標準提供される点でフレッツ・v6アプリとは異なるが、アプリケーションサービスとしては同様の物が提供される。NTT西日本は、フレッツ・光プレミアムとフレッツ・V6アプリは、2012年3月末に新規加入を停止している。2014年3月31日に、NTT西日本は、フレッツ・光プレミアムでのテレビ電話機能そのものの提供を終了する。

### フレッツ・v6マイディスク
IPv6によるリモートストレージサービス。ウェブ経由でアクセス。フレッツIPv6ユーザに対する共有機能、アルバム機能なども提供。

### フレッツ・v6キャスト
西日本のみのサービス。IPv6によるコンテンツのマルチキャスト配信が可能となるサービス。コンテンツプロバイダー向け。

### フレッツ・v6オプション
フレッツ 光ネクストにおけるフレッツ網内のDNS登録サービス。このサービスにより、登録したホスト名を用いてフレッツ 光ネクストの契約者間で直接通信ができるようになる。フレッツ・v6オプションは、インターネット（IPv6 IPoE）接続によるインターネットへのIPv6接続契約をISPと行うための前提条件である。フレッツ 光ネクストの契約者間の通信は、フレッツ 光ネクストハイスピードタイプであれば、上り最大200Mbps、下り最大1Gbpsで通信可能となる（注意：下り最大1Gbpsについては、複数の相手と同時に通信している場合である。単一の相手との通信では、相手が上り最大200Mbpsで通信するので、通信速度は下り最大1Gbpsであるがスループットは下り最大200Mbpsとなる）。

### フレッツ・ジョイント
NTTが設置するサーバーを複数のサービス事業者で共有し、フレッツ 光ネクストやフレッツ 光ライトを通じて、サービス利用者の「ホームゲートウェイ」に対して、インターネット上のアプリケーションサービスを利用するためのソフトウェアの配信を行なう環境を事業者向けに提供するサービス。コンテンツプロバイダー向け。

## 映像サービス

### フレッツ・テレビ伝送サービス
フレッツ光契約中の回線を、他社の運営する有線テレビジョン放送と接続するサービス。他の「フレッツ」サービスと異なり、IPを用いないサービス（RF下り片方向伝送）である。
光ファイバーケーブルのIP通信に利用しない光帯域へ「地デジ」「BSデジタル放送」「東経110度CS放送」「FM放送」「専門チャンネル」を混合伝送、契約者宅に設置する映像用光回線終端装置（V-ONU）によって放送伝送光帯域のみを抽出したうえで、テレビのアンテナ入力端子とほぼ同じ規格に変換され、その先はテレビにアンテナを繋ぐ場合と同様の配線（BS・CS放送対応同軸ケーブル）や必要に応じた器具（受信ブースター、分配器、TVコンセント、分波器など）を用意することとなる。（マンションについてはNTT東日本地域で光配線方式の場合のみ）。視聴にはフレッツ光の基本料のほか、伝送サービス料が月額495円、これに伝送元サービスの料金月額330円〜（いずれも税込）がかかる。
地上デジタル、FMラジオ、BSデジタル(右旋)、東経110度CS(右旋)は「パススルー送信」を行っており、通常の受信機で視聴可能となっている。BSデジタル(左旋)、東経110度CS(左旋)については「光対応新4K8K衛星放送アダプター」を介して2019年9月1日より視聴可能である。

#### 伝送元のサービス名とエリア
記載都道府県の一部地域が対象（詳細は当該ページを参照）。
- フレッツ・テレビ（スカパー!プレミアムサービス光と同じものを提供）（スカパーJSAT）
  - 北海道、宮城県、福島県、岩手県、山形県、新潟県、関東広域圏（茨城県・栃木県・群馬県・埼玉県・千葉県・東京都・神奈川県）、長野県、静岡県、中京広域圏（岐阜県・愛知県・三重県）、近畿広域圏（滋賀県・京都府・大阪府・兵庫県・奈良県・和歌山県）、石川県、富山県、福井県、瀬戸内準広域圏（岡山県・香川県）、広島県、徳島県、愛媛県、福岡県、佐賀県、長崎県、熊本県、沖縄県
- 青葉ケーブルテレビ&フレッツ光（ニューデジタルケーブル） - 宮城県
- 宮城ケーブルテレビ&フレッツ光（宮城ケーブルテレビ） - 宮城県
- ダイバーシティメディア&フレッツ光（ダイバーシティメディア） - 山形県
- 岩手ケーブルテレビ&フレッツ光（岩手ケーブルテレビジョン） - 岩手県
- 飯田ケーブルテレビ&フレッツ光（飯田ケーブルテレビ） - 長野県
- さやまケーブルテレビ&フレッツ光（狭山ケーブルテレビ） - 埼玉県
- 行田ケーブルテレビ＆フレッツ光（行田ケーブルテレビ） - 埼玉県
- ICVテレビサービス＆フレッツ光（出雲ケーブルビジョン） - 島根県
- ACNテレビサービス＆フレッツ光（天草ケーブルネットワーク） - 熊本県[50]

### その他のサービス
以下の他社が提供するIP映像配信サービスは、NTT東日本・西日本でも加入取次している。
- ひかりTV（NTTドコモ） - 旧NTTぷららにより2008年3月に4th MEDIA、オンデマンドTV、OCNシアターを統合。NGNの閉域通信を利用しているため、フレッツ提携ISPとの接続契約が無くても視聴できる。
- U-NEXT（U-NEXT） - 旧称GyaO NEXT
- Hulu（HJホールディングス） - 東日本のみ
- TSUTAYA TV（TSUTAYA） - 東日本のみ扱っていたが2016年1月受付終了、同年3月NTT東日本経由で発行したアカウントを使用停止。

## ひかり電話

### 概要
Bフレッツ・フレッツ光プレミアム・フレッツ光ネクスト上で提供される（0AB - J）番号（一般の固定電話番号形態）のIP電話サービスとして、「ひかり電話」がある。また法人向けのサービスとして「ひかり電話ビジネスタイプ」、「ひかり電話オフィスタイプ」、「ひかり電話オフィスA（エース）」がある。IPセントレックスサービスも提供される。
（0AB - J）番号のIP電話サービス全般に関しては、日本のIP電話の項を参照。
固定電話相当の品質を確保した、一般の固定電話番号形態のため、従来の固定電話からの番号ポータビリティ（移行）が可能である反面、050番号のIP電話のように通話料無料でかけられるケースはない。また市内局番も従来のものとは異なり、収容局によらない番号帯となる（一般加入電話ないしはINSネット64等から移行した場合は、以前の番号を維持可能。移行後に設置場所を移転（引越など）する場合は同一収容局内で一般加入電話の同じ市内局番で移行可能なエリアに限り、同一番号で移行可能となる場合もある）。なお収容局によらない市内局番を利用するため、設置場所移転を伴わない形でひかり電話から一般加入電話ないしはINSネット64、フレッツ網を使用しない電力系通信事業者等に変更する場合は、番号ポータビリティができず、変更を余儀なくされる場合がある。
固定電話からひかり電話に変更すると、NTTの電話加入権が無用になる。
ちなみに、ひかり電話自体はマイラインの対象外であるが、携帯電話宛の通話の際、一般の加入電話とは異なり、00XXを頭につけた通話も同様に出来無いものの、NTT東日本エリアの場合、自動的に一般加入電話（INSネット64を含む）で、0036を付加した場合と同じ料金体系が適用される。したがって、各携帯電話オペレータが個々に設定した固定電話発信時の通話料は、ひかり電話からの通話の場合は適用外となる。
また国際電話は、事業者識別番号を用いず（利用できず）010からプッシュする形となるが、必ずティー・システムズジャパン（ドイツT-Systems Internationalの日本法人）を中継する形での発信となる。
欠点は、直収電話と同様にテレゴング、シャープダイヤル（警察への相談問い合わせ番号である「#9110」、日本自動車連盟への救援要請番号「#8139」など）、コレクトコール、NTT系以外の他社着信課金（0070・0077・0088フリーコール、フリーフォン）などの特殊番号に接続できない、遠隔検針やホームセキュリティシステムが使えなくなる場合が多いなど。また、停電の時には電話が使えない（光回線終端装置とホームゲートウェイが必須なのでこれに無停電電源装置の付加を要する）。
コーデックはG.711 μ-law、ペイロード間隔は20ms。

### 基本サービス
高音質電話
フレッツ光ネクストのひかり電話、ひかり電話オフィスタイプで対応。G.711.1またはG.722の高音質コーデックを使用することで、これらのコーデックに対応するIP電話機（NTT東西地域会社が販売するひかりクリアフォンHQ-100を含む）やIP電話アプリLivyTalkなど高音質通話に対応する機器間の通話音声が、一般電話機を使用した場合に比べてより明瞭になる。同様の技術を用いたものに携帯電話のVoLTE高音質電話があるが、2015年5月現在、携帯電話との高音質通話には対応していない。
データコネクト
電話番号を用いて相手側通信機器を呼び出してデータ通信を行うための帯域確保型通信サービス。通信料金はデータ量ではなく、確保する帯域幅と通信時間によって課金される仕組みであり、もっとも狭い帯域幅を確保するものでは64kbps帯域で30秒あたり1円であり、短時間の通信を間欠的に行う用途では、モデムを利用して音声帯域でデータ伝送を行うよりも通信費用を圧縮できる可能性がある。2015年現在、データコネクトを利用してFAX通信を行う複合機をブラザー工業やリコーが販売している。本部との間欠的な通信を行うPOS端末やクレジットカード端末などでは、以前はISDNのDDXサービスなどを利用して通信を行ってきたが、交換機の老朽化と保守限界からISDNはサービス終了が計画されており、データコネクトへの円滑な移行のため、ISDN対応機器をデータコネクトに接続するための装置も販売されている。

### 付加サービス
複数チャネル
1つのアクセス回線で2つの同時通話が可能。
マイナンバー
最大5つの電話番号を利用可能。
テレビ電話接続
ひかり電話の回線に接続したIPテレビ電話端末「フレッツフォン」とNTTドコモのFOMAとの間で、テレビ電話の相互通話が可能。
着信お知らせメール
着信した時刻や呼出時間、番号等をメールで通知する。
FAXお知らせメール
網側でFAX代行受信し、指定されたPCや携帯電話のメールとして着信を通知する。内容確認は、WEBアクセスによるダウンロードで行う。なおFAXお知らせメールを開始中の契約番号は網側で着信するため、宅内の電話機は呼び出されない。
フリーアクセス・ひかりワイド
着信課金サービス。加入電話回線やINS回線からひかり電話へ移行した番号については着信課金サービスはNTTコミュニケーションズのフリーダイヤル（サービス名）の契約も可能だが、ひかり電話専用の番号帯に対しては本サービスのみが選択肢となる。

### 災害耐性
ひかり電話は「フレッツ・光」の回線上で提供される電話サービスであるため、停電時には110番・119番等への通報も含めて利用出来ない。
固定電話（アナログ加入電話）の場合、NTT局舎からメタル線路を通して電話機端末までの給電（局給電）が行われているため、ISDN（INSネット）等の例外を除いては、停電時にも利用可能である事が多い。しかし、ひかり電話の場合には利用者自らが電源対策（無停電電源装置の設置）を行わないと利用できない。
なおNTTによる「災害時の優先的な通信の確保」（災害時優先電話）の対象外であるため、災害時優先電話回線としても採用はできない。

### 主な障害の状況
ひかり電話に関して発生した主要な障害を列挙する。なお固定電話といえども障害発生につき無謬ではないこと、あらゆる製品・サービスの初期稼働率が低い事も考慮を要する。
- 2005年（平成17年）
  - 6月
    - 緊急機関（「110番」「118番」「119番」）へ電話がかけられない、もしくは、別の地域を担当する消防機関にかかってしまう事象が判明[56]。
- 2006年（平成18年）
  - 2月
    - NTT西日本のひかり電話においても小規模な通信障害が5回連続で発生[57]。4月までにかけて発生した。

  - 9月19日
    - NTT東日本のひかり電話網の大規模な通信障害（通話制限）が発生[58][59]。9月21日までにかけて発生した。ひかり電話と他の固定電話や携帯電話を中継する制御装置（ゲートウェーサーバ）の能力を超えたためといわれている。
    - 9月25日、制御装置ソフトウエアのバグと発表された。契約者には基本料金から日割り計算で3日分を差し引く措置がなされた[60]。
    - 従来の固定電話と比較すると新しい技術である故にトラブルの発生率が現在はまだ高いことや、また今回のような障害時には一般の固定電話回線を残すことが多い050番号のIP電話と異なり代替手段がないという弱点が浮き彫りになった。

  - 10月23日
    - NTT西日本のひかり電話において大規模障害が発生し[61]、同様に3日間の基本料金を割り引く措置が執られた[62]。
- 2007年（平成19年）
  - 3月25日
    - 3月25日発生の能登半島地震では、富山県及び福井県でつながりにくい状況が固定電話と比較して長時間に渡る事象が発生した[63][64]。

  - 5月15日
    - NTT東日本エリアのフレッツ網の障害で同程度の時間、ひかり電話も利用不能になった（次項）。

  - 5月23日
    - 5月23日6時25分ごろからNTT東日本、NTT西日本のそれぞれのひかり電話から、他方の会社のひかり電話・固定電話への通話が不能になった。また、一部の直収電話との通話も不能となった（東日本・西日本で閉じる通話、携帯電話網との通話は影響なし）。東西間接続装置（中継用サーバ）のソフトの再インストールを行い、10時6分ごろ復旧[65]。

  - 5月24日
    - 「ひかり電話」の度重なる障害発生を受け総務省がNTT東西とNTT-MEに対し、電気通信サービスの事故・障害対策の総点検を実施するよう要請[66]。

  - 5月30日
    - NTT東日本の「ひかり電話」で加入者側ルータ内蔵ソフトのバグによる、「ひかり電話」着信時の障害が判明[67]。

## CM出演タレント

### 現在出演中のタレント
- 全国
  - イチロー
    - 本来は出身地を管轄するNTT西日本のキャラクターであるが、グループ全体のCMに出ている関係でNTT東日本のCMにも出るようになった。
- NTT東日本
  - 川島海荷
  - 田中要次（フレッツ光）
  - 具志堅用高（フレッツ・テレビ）
- NTT西日本
  - 竹中直人（フレッツ光）
  - ドラえもん（フレッツ光）

### 過去に出演したタレント
- NTT東日本
  - SMAP
  - 山田五郎（フレッツ・テレビ）
  - 福澤朗（フレッツ・テレビ）
- NTT西日本
  - 天海祐希、テント（『フレッツADSL モア12M』: 2002年）
  - 長澤まさみ
  - 豊川悦司
  - 石井正則
  - 小栗旬
  - 井上真央
  - 中村玉緒
  - 間寛平（『フレッツ光 光もっと割引』: 2011年・2013年、中村との共演バージョンも放送）[68]。

## フレッツ網の障害
- 2007年（平成19年）5月15日18時44分頃から、東京都23区と神奈川・千葉・埼玉各県を除くNTT東日本エリアで、フレッツサービス自体や「ひかり電話」が利用できなくなる障害が発生した[69]。網内の伝送装置（ルータなど）を再起動し、翌16日1時35分頃に回復。原因は網内の伝送装置の故障による交換後、ネットワークの経路情報を更新するためのデータ量が激増し装置の処理能力を超えたことが原因と発表された[70]。当初はいわゆる「ルートフラッピング」が発生したとされていたが（ボーダ・ゲートウェイ・プロトコルを参照）[71]、のちにIPv6パケットルーティング時のシステム的なバグによることが判明した[72]。
- 2023年4月3日同日午後6時からオンラインで行なった会で、NTT東日本およびNTT西日本は、同日午前に発生したフレッツ光サービスやひかり電話などの同社通信サービスが利用できない、あるいは利用しにくくなった事象について説明した[73]。